# Reizen en Trekken
Reizen en Trekken was het officieel orgaan van de Nederlandsche Reisvereeniging.
Het tijdschrift bestond van 1906 tot 1965. Vanaf de oprichting tot in de jaren veertig was Abraham Pieters de belangrijkste redacteur. Vanaf 1965 ging het tijdschrift verder onder de naam Postiljon.